# Fe del Mundo
Fe Primitiva del Mundo y Villanueva (Intramuros, 27 de noviembre de 1911-Ciudad Quezón, 6 de agosto de 2011) fue una pediatra filipina, fundadora del primer hospital pediátrico de Filipinas. Desarrolló una labor pionera en la pediatría de Filipinas mientras ejercía activamente la medicina abarcó ocho décadas. Obtuvo reconocimiento internacional, incluido el Premio Ramón Magsaysay al Servicio Público en 1977. En 1980, se le confirió el rango y el título de Científica Nacional de Filipinas y en 2010 se le concedió la Orden de Lakandula. Fue la primera mujer presidenta de la Sociedad Filipina de Pediatría y la primera mujer que fue nombrada Científica Nacional de Filipinas en 1980. También fue la fundadora y primera presidenta de la Sociedad Filipina de Pediatría, la primera asiática elegida presidenta de la Asociación Médica Filipina en sus 65 años de existencia y la primera asiática elegida presidenta de la Asociación Internacional de Mujeres Médicas.

## Infancia y educación
Del Mundo nació en la calle Cabildo 120 del distrito de Intramuros en Manila. Fue una de las ocho hijas de Paz Villanueva (fallecida en 1925) y Bernardo del Mundo. Vivían en una casa frente a la Catedral basílica metropolitana de la Inmaculada Concepción. Bernardo era un prominente abogado de Marinduque que ejerció durante un período como representante de la provincia de Tayabas en la Asamblea Filipina. Tres de sus ocho hermanos murieron en la infancia, mientras que una hermana mayor murió de apendicitis a los 11 años. La muerte de su hermana menor, Elisa, que había manifestado su deseo de convertirse en médico para los pobres, la inspiró para elegir la carrera de medicina.
En 1926, Del Mundo se matriculó en la Facultad de Medicina de la Universidad de Filipinas (UP), en el campus original de la UP en Manila. Obtuvo su título de médico en 1933, graduándose como la mejor de su promoción. Ese mismo año, aprobó el examen de la junta médica, quedando en tercer lugar entre los examinados. Su exposición, mientras estudiaba medicina, a diversas condiciones de salud que afectaban a los niños de las provincias, en particular en Marinduque, la llevó a elegir la pediatría como su especialización. 

### Estudios de posgrado
Después de graduarse, el presidente Manuel L. Quezón ofreció pagarle por su formación adicional, en un campo de la medicina de su elección, en cualquier facultad de Estados Unidos. Se ha afirmado que Del Mundo fue la primera mujer estudiante de la Escuela de Medicina Harvard, la primera mujer inscrita en pediatría en la universidad, o su primer estudiante asiático. Sin embargo, según un archivista del Centro de Historia de la Medicina de Harvard,
Aunque la Dra. Del Mundo fue notable en muchos aspectos, la evidencia de que fue estudiante de medicina en la Escuela de Medicina Harvard es en gran parte anecdótica y no está bien fundamentada. Según muestra mi investigación utilizando los catálogos y registros de la Escuela de Medicina Harvard, ella obtuvo su título de médico en la Universidad de Filipinas en Manila en 1933, y en 1936, vino a Boston para ampliar sus estudios en pediatría. El hecho de que la Escuela de Medicina Harvard no admitiera a mujeres estudiantes y que la Dra. Del Mundo ya tuviera su título de médico sugiere que no fue admitida como estudiante, aunque fuera por error, y no puedo encontrar pruebas de que se haya graduado de la Escuela de Medicina Harvard [...] En su lugar, parece más probable que haya completado su trabajo de postgrado en la Escuela de Medicina Harvard a través de un nombramiento en el Hospital Infantil de Boston [...] Del Mundo aparece como médico asistente en el Hospital Infantil de Boston, y como investigadora en Pediatría en 1940. Sugiriendo además que era una estudiante de posgrado y no una estudiante de medicina, en su declaración autobiográfica en Women Physicians of the World (1977), la Dra. Del Mundo explica: "Pasé tres años de mis estudios de posgrado en el Hospital Infantil de Boston y en la Facultad de Medicina Harvard, un año en la Universidad de Chicago, seis meses en el Hospital Johns Hopkins y breves períodos en diversas instituciones pediátricas, todo ello para completar mi formación".
Del Mundo regresó al Hospital Infantil de la Escuela de Medicina Harvard en 1939 para una beca de investigación de dos años. También se matriculó en la Facultad de Medicina de la Universidad de Boston, donde obtuvo un Máster en bacteriología en 1940.

## Práctica médica
Del Mundo regresó a Filipinas en 1941, poco antes de la invasión japonesa del país. Se incorporó a la Cruz Roja Internacional y se ofreció como voluntaria para cuidar a los niños internados y luego detenidos en el campo de internamiento de la Universidad de Santo Tomás para extranjeros. Estableció un hospicio improvisado dentro del campo de internamiento, y sus actividades la llevaron a ser conocida como "El Ángel de Santo Tomas". Después de que las autoridades japonesas cerraran el hospicio en 1943, el alcalde de Manila, León Guinto, pidió a Del Mundo que dirigiera un hospital infantil bajo los auspicios del gobierno de la ciudad. El hospital se convirtió más tarde en un centro médico de atención integral para hacer frente a las crecientes bajas durante la batalla de Manila, y pasó a llamarse Hospital General del Norte (más tarde, Centro Médico Conmemorativo José R. Reyes). Del Mundo siguió siendo la directora del hospital hasta 1948.
Se incorporó a la facultad de la Universidad de Santo Tomás, y luego a la Far Eastern University (FEU) en 1954. Se convirtió en la directora del Departamento de Pediatría de la FEU durante más de dos décadas. Durante ese tiempo, creó la Fundación del Centro Médico Infantil en 1957. También estableció una pequeña clínica médica pediátrica para ejercer de forma privada y fundó el Instituto de Salud Materno-Infantil, una institución que capacita a médicos y enfermeras.

### Centro Médico Infantil

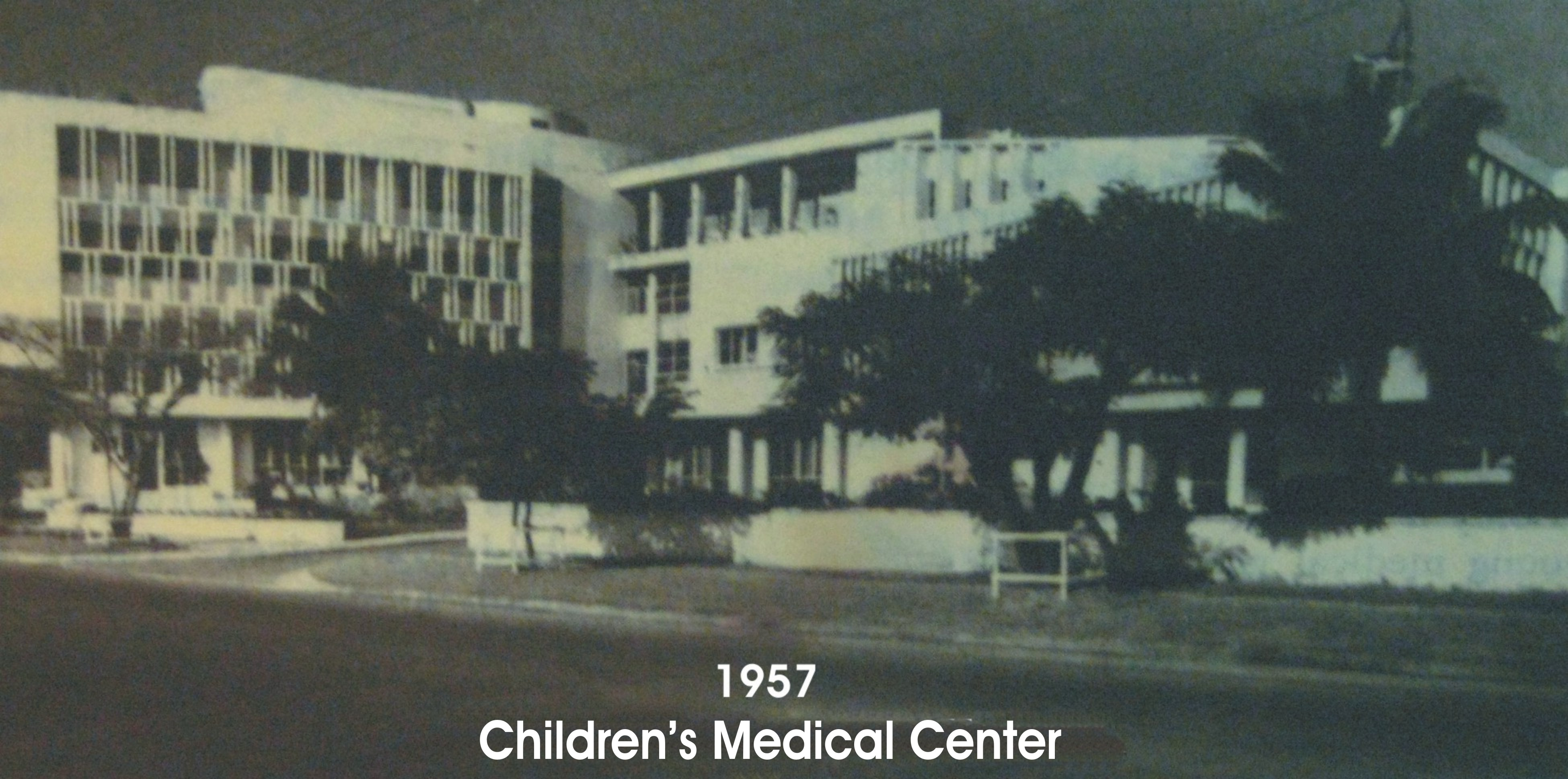
Centro Médico Infantil de Filipinas en 1957

Frustrada por las limitaciones burocráticas de trabajar para un hospital gubernamental, Del Mundo deseaba establecer su propio hospital pediátrico. Con este fin, vendió su casa y la mayoría de sus efectos personales, y obtuvo un importante préstamo del Sistema de Seguros del Servicio Gubernamental (GSIS por sus siglas en inglés) para financiar la construcción de su propio hospital. El Centro Médico Infantil, un hospital de 107 camas situado en la Ciudad Quezón, se inauguró en 1957 como el primer hospital pediátrico de Filipinas. El hospital se amplió en 1966 mediante el establecimiento de un Instituto de Salud Materno-Infantil, la primera institución de este tipo en Asia.
En 1958, Del Mundo transmitió su propiedad personal del hospital a un consejo de administración. Vivía en la segunda planta del Centro Médico Infantil de Quezon City y siguió haciendo rondas matutinas hasta los 99 años.

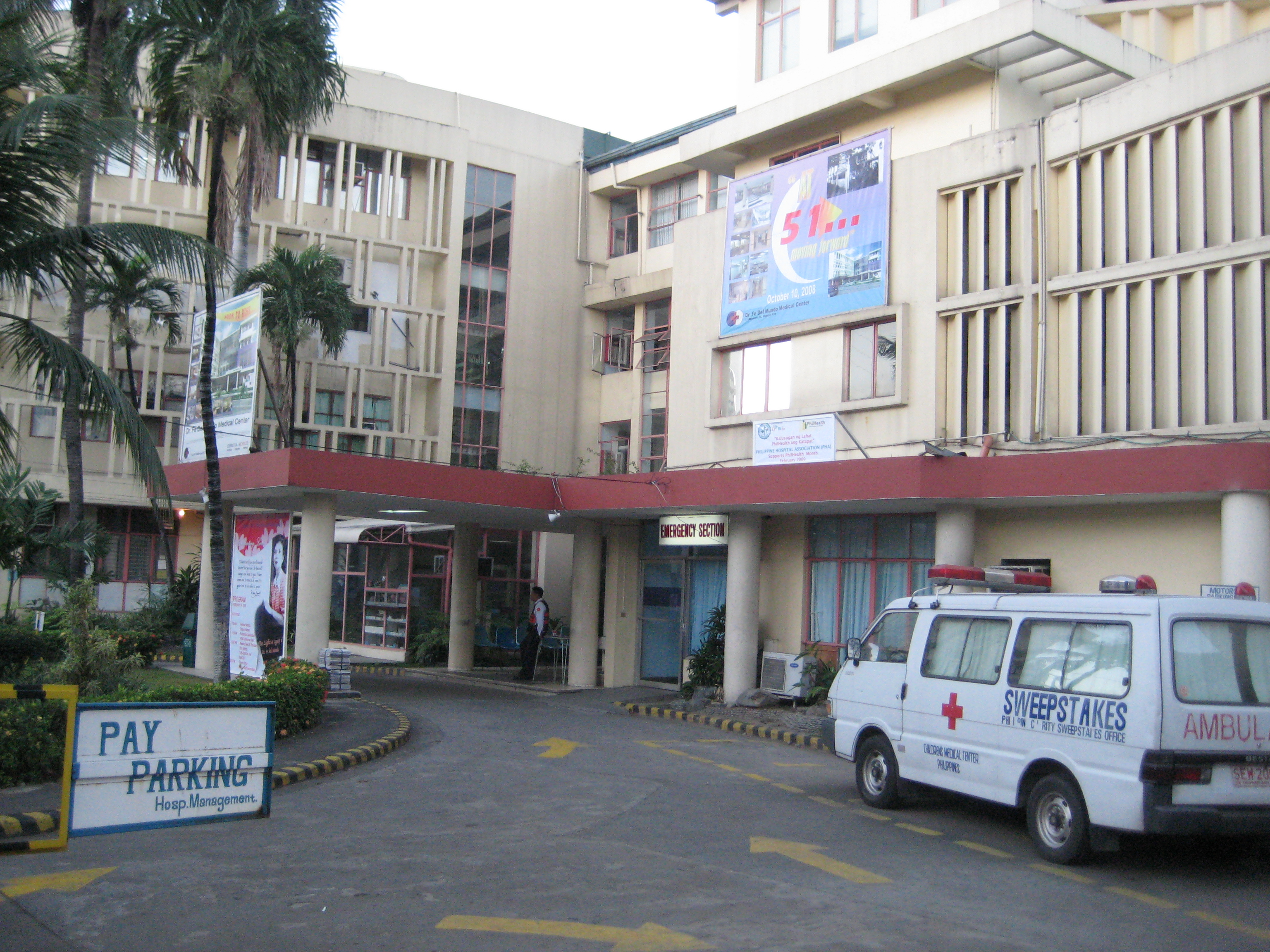
Centro Médico Infantil de Filipinas en 1957

### Fundación del Centro Médico Infantil
Cuando creó la Fundación del Centro Médico Infantil en 1957, pudo llevar atención médica a los filipinos de las zonas rurales de Filipinas que tenían poco o ningún acceso a la atención médica. Esta fundación salvó a miles de niños mediante el establecimiento de clínicas de planificación familiar y el tratamiento de problemas de salud prevenibles, como la mala nutrición y la deshidratación.

## Últimos años
Del Mundo siguió activa en su práctica de la pediatría a los 90 años. Murió el 6 de agosto de 2011, después de sufrir un paro cardíaco. Fue enterrada en el Libingan ng mga Bayani.
La medicina en Filipinas fue revolucionada por Del Mundo. Hizo numerosos avances en el campo de la pediatría desde la inmunización, el tratamiento de la ictericia y la provisión de atención sanitaria accesible a innumerables familias que vivían en la pobreza.

## Investigación e innovación
Del Mundo se destacó por su labor pionera en materia de enfermedades infecciosas en las comunidades filipinas. Sin dejarse intimidar por la falta de laboratorios bien equipados en las Filipinas de la posguerra, envió sin vacilar especímenes o muestras de sangre para su análisis en el extranjero. En la década de 1950, realizó estudios sobre la fiebre del dengue, una enfermedad común en Filipinas, de la que se sabía poco en ese momento. Se dice que sus observaciones clínicas sobre el dengue y los resultados de las investigaciones que emprendió posteriormente sobre la enfermedad "han permitido comprender mejor la fiebre del dengue, ya que afecta a los jóvenes". Es autora de más de un centenar de artículos, reseñas e informes en revistas médicas sobre enfermedades como el dengue, la poliomielitis y el sarampión. También es autora del manual Textbook of Pediatrics, un texto médico fundamental utilizado en las facultades de medicina de Filipinas.
Trabajaba en el campo de la salud pública, con especial preocupación por las comunidades rurales. Organizó equipos de extensión rural para asesorar a las madres sobre la lactancia materna y el cuidado de los niños. Promovió la idea de vincular los hospitales a la comunidad mediante la inmersión pública de los médicos y otro personal médico para permitir una mayor coordinación entre los trabajadores de la salud y el público para los programas de salud comunes como la inmunización y la nutrición. Pidió una mayor integración de las parteras en la comunidad médica, considerando su presencia más visible en las comunidades rurales. A pesar de su propio catolicismo, era una defensora de la planificación familiar y el control de la población.
Del Mundo también fue conocida por haber ideado una incubadora hecha de bambú, diseñada para su uso en comunidades rurales sin energía eléctrica.

## Reconocimientos
En 1980, del Mundo fue declarada Científica Nacional de Filipinas, la primera mujer filipina que recibió ese título. Entre los honores internacionales otorgados a del Mundo, se encuentra el Premio Elizabeth Blackwell al Servicio Sobresaliente a la Humanidad, entregado en 1966 por los colegios Hobart y William Smith, y la mención como Pediatra Sobresaliente y Humanitaria por la Asociación Pediátrica Internacional en 1977. En ese mismo año, del Mundo fue galardonada con el Premio Ramón Magsaysay al Servicio Público.
Del Mundo fue miembro honorario de la Sociedad Americana de Pediatría y consultora de la Organización Mundial de la Salud. En 2008, recibió el Premio Beata Teresa de Calcuta de la Fundación AY. El 22 de abril de 2010, la presidenta Gloria Macapagal-Arroyo otorgó a del Mundo la Orden de Lakandula con el rango de Bayani en el Palacio de Malacañán.
A título póstumo, el presidente Benigno Aquino III le concedió el Gran Collar de la Orden del Corazón de Oro en 2011.  El 27 de noviembre de 2018, se mostró un Doodle de Google para celebrar el 107.º cumpleaños de Del Mundo.